# Douglas B-18 Bolo
Ду́глас В-18 «Бо́ло» (англ. Douglas B-18 Bolo) — американський легкий бомбардувальник часів Другої світової війни. Військовий варіант літака розроблений на базі пасажирського літака Douglas DC-2.

## Історія створення
В травні 1934 року командування ВПС США видало специфікацію 35-26 на розробку нового перспективного бомбардувальника для заміни Martin B-10. Для участі в конкурсі компанія Douglas запропонувала проект з заводським позначенням DB-1 розробленим на основі дуже вдалого пасажирського лайнера DC-2. Від лайнера було запозичене крило і хвостове оперення, фюзеляж, через необхідність встановлення бомбового відсіку, було спроектовано з нуля.
Перший прототип, оснащений двигунами Wright R-1820-G5 потужністю 950 к.с., був готовий в квітні 1935 року. На конкурс також попав літак компанії Boeing — «модель 299» (майбутній B-17), який переважав DB-1 за всіма параметрами. Але через катастрофу з прототипом «моделі 299», а також через значно нижчу ціну (майже вдвічі), військове керівництво вирішило підписати контракт з Douglas. Новий бомбардувальник отримав позначення B-18, і випускався з лютого 1937 року по травень 1940. За цей час було виготовлено 369 літаків.

## Основні модифікації
- B-18 — перша серійна модифікація з двигунами Wright R-1820-45 потужністю 930 к.с. (132 екз.)
  - B-18M — B-18 з підвісами для бомб великого калібру. (17 переобладнано з B-18 в 1940 році)
- B-18A — оснащувався двигунами Wright R-1820-53 потужністю 1000 к.с. Також змінено носову частину. (217 екз.)
  - B-18AM — B-18A з підвісами для бомб великого калібру. (22 переобладнано з B-18A в 1940 році)
  - С-58 — транспортний варіант без озброєння. (2 переобладнано з B-18A)
- B-18B — морська патрульна модифікація. На B-18 попередніх модифікацій встановлювались радіолокаційні станції з антеною в носі і детектор магнітних аномалій в хвості. (122 літаки переобладнані в 1942 році.)
- Digby Mk.I — літаки для Королівських ВПС Канади. Аналогічні до B-18A, але використовувалось британське обладнання і озброєння (7,7-мм кулемети). (20 екз.)

## Історія використання

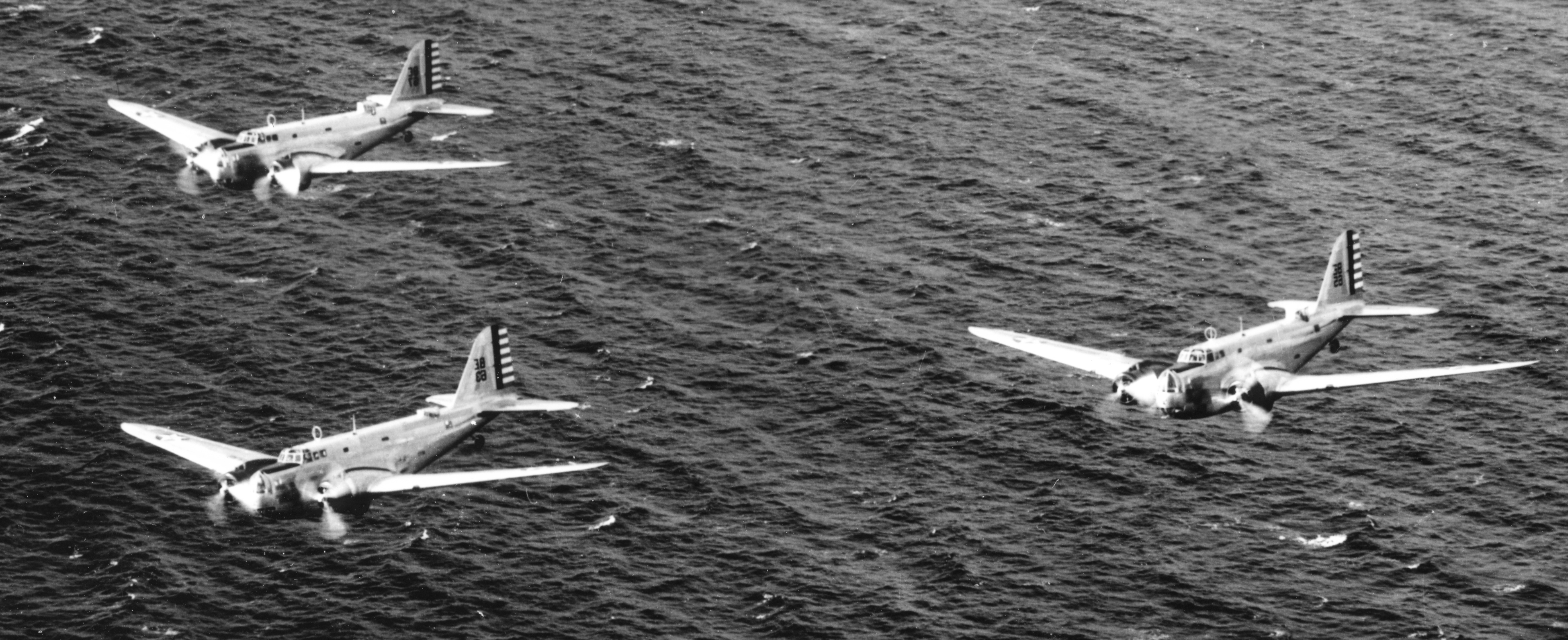
Група B-18 над морем поблизу Гаваїв

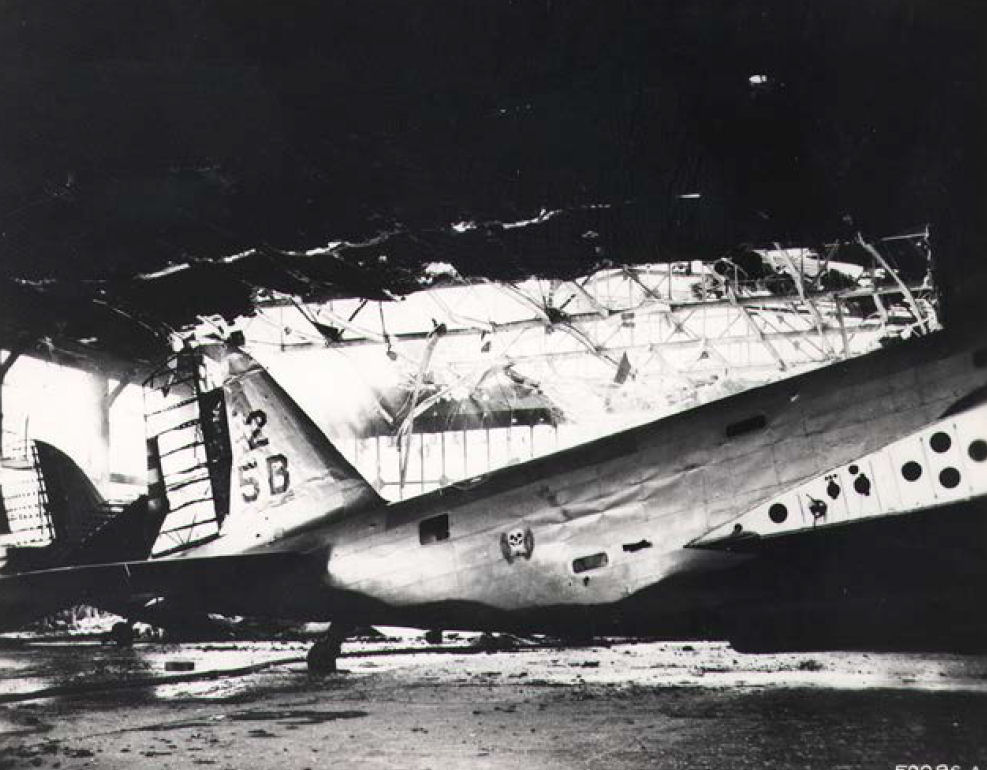
Пошкоджений B-18 в Перл-Гарборі

Перед вступом США в війну більшість бомбардувальних груп вже були оснащені новішими літаками, але B-18 все ще залишався основним бомбардувальником в віддалених частинах. Наприклад на Гаваях в 5-й і 11-й бомбардувальних групах було 33 такі літаки, на Філіппінах — 18. Також B-18 були на озброєнні ескадрилей в Панамі, на Карибах і в Суринамі.

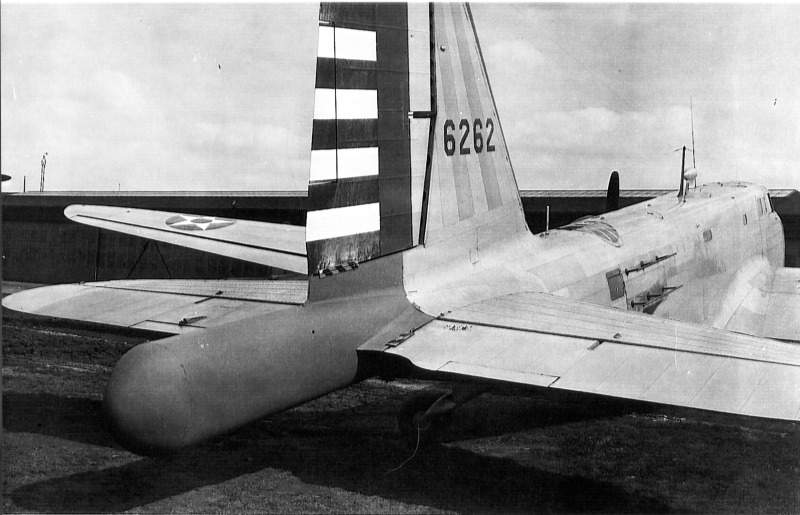
Детектор магнітних аномалій в хвості B-18B

Під час нападу на Перл-Гарбор на землі було знищено 11 B-18, решта використовувалась для патрулювання в наступні дні. Після паралельного нальоту японської авіації на Філіппіни в строю залишилось тільки 5 B-18, які потім використовувались як транспортні. Окрім цього на Тихому океані B-18 використовувались на Алясці, там вони патрулювали води навколо Алеутських островів аж до 1944 року.
Більш «бойовою» була служба на східному узбережжі США, з весни 1942 року на антисубмаринне патрулювання почали виходити B-18B. 11 червня в Флоридській протоці B-18 атакували німецький підводний човен U-157, який згодом був потоплений з корабля. А вже 22 серпня B-18B з 45-ї ескадрильї зміг потопити підводний човен U-654. Другий (і останній) підводний човен — U-512 був потоплений 2 жовтня B-18 з 99-ї ескадрильї. Вже з наступного року B-18 були замінені сучаснішими літаками.
В канадських ВПС Digby надійшли на озброєння 10-ї ескадрильї, яка виконувала патрулювання в Північній Атлантиці. Там ж, 30 жовтня 1942 року, було потоплено німецький підводний човен U-520. Канадські Digby стояли на озброєнні аж до 1946 року.
В 1942 році два B-18 були передані Бразилії, де використовувались як патрульні і навчальні.

## Тактико-технічні характеристики
Дані з Ударная авиация Второй Мировой — штурмовики, бомбардировщики, торпедоносцы

### Технічні характеристики
- Довжина: 17,63 м
- Висота: 4,62 м
- Розмах крила: 27,28 м
- Площа крила: 89,10 м²
- Маса порожнього: 7403 кг
- Максимальна злітна маса: 12 552 кг
- Двигуни: 2 × Wright R-1820-53
- Потужність: 2 × 1000 к. с.

### Льотні характеристики
- Максимальна швидкість: 346 км/год
- Дальність польоту: 1935 км
- Практична стеля: 7285 м

### Озброєння
- Захисне:
  - 7,62-мм кулемет M1919 Browning в верхній висувній башті
  - 7,62-мм кулемет M1919 Browning в нижній установці
  - 7,62-мм кулемет M1919 Browning носовій установці (на модифікації B-18B відсутній)
- Бомбове:
  - стандартне — 908 кг
  - максимальне — 2000 кг

## Країни-оператори

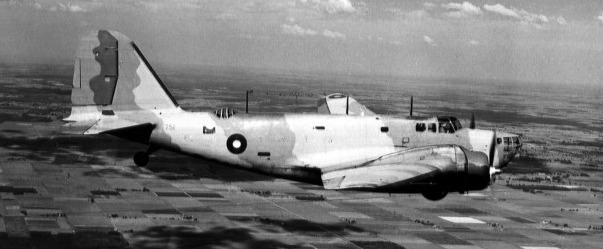
Digby канадських ВПС.

- США
- Канада
- Бразилія